# Цілент Валерій Антонович
Валерій Антонович Цілент (нар. 29 вересня 1969, Ліда) — білоруський борець греко-римського стилю, бронзовий призер Олімпійських ігор. Заслужений майстер спорту Республіки Білорусь з греко-римської боротьби.

## Спортивні результати на міжнародних змаганнях

### Виступи на Олімпіадах
| Змагання                                   | Збірна   | Вагова категорія                 | Місце  |
| ------------------------------------------ | -------- | -------------------------------- | ------ |
| Боротьба на літніх Олімпійських іграх 1996 | Білорусь | греко-римська боротьба, до 82 кг | Бронза |
| Боротьба на літніх Олімпійських іграх 2000 | Білорусь | греко-римська боротьба, до 85 кг | 4      |

### Виступи на Чемпіонатах світу
| Змагання                        | Збірна   | Вагова категорія                 | Місце  |
| ------------------------------- | -------- | -------------------------------- | ------ |
| Чемпіонат світу з боротьби 1993 | Білорусь | греко-римська боротьба, до 82 кг | 4      |
| Чемпіонат світу з боротьби 1994 | Білорусь | греко-римська боротьба, до 82 кг | Бронза |
| Чемпіонат світу з боротьби 1997 | Білорусь | греко-римська боротьба, до 85 кг | 5      |
| Чемпіонат світу з боротьби 1999 | Білорусь | греко-римська боротьба, до 85 кг | 7      |

### Виступи на Чемпіонатах Європи
| Змагання                         | Збірна   | Вагова категорія                 | Місце |
| -------------------------------- | -------- | -------------------------------- | ----- |
| Чемпіонат Європи з боротьби 1994 | Білорусь | греко-римська боротьба, до 82 кг | 6     |
| Чемпіонат Європи з боротьби 1996 | Білорусь | греко-римська боротьба, до 82 кг | 9     |
| Чемпіонат Європи з боротьби 2001 | Білорусь | греко-римська боротьба, до 85 кг | 11    |
| Чемпіонат Європи з боротьби 2003 | Білорусь | греко-римська боротьба, до 84 кг | 4     |

### Виступи на інших змаганнях
| Змагання                                | Збірна   | Вагова категорія                 | Місце  |
| --------------------------------------- | -------- | -------------------------------- | ------ |
| Гран-прі Німеччини з боротьби 1993      | Білорусь | греко-римська боротьба, до 82 кг | 4      |
| Гран-прі Німеччини з боротьби 2002      | Білорусь | греко-римська боротьба, до 84 кг | 4      |
| Гран-прі Німеччини з боротьби 2003      | Білорусь | греко-римська боротьба, до 84 кг | 8      |
| Всесвітні ігри військовослужбовців 2005 | Білорусь | греко-римська боротьба, до 84 кг | Бронза |